# Forces armées slovènes

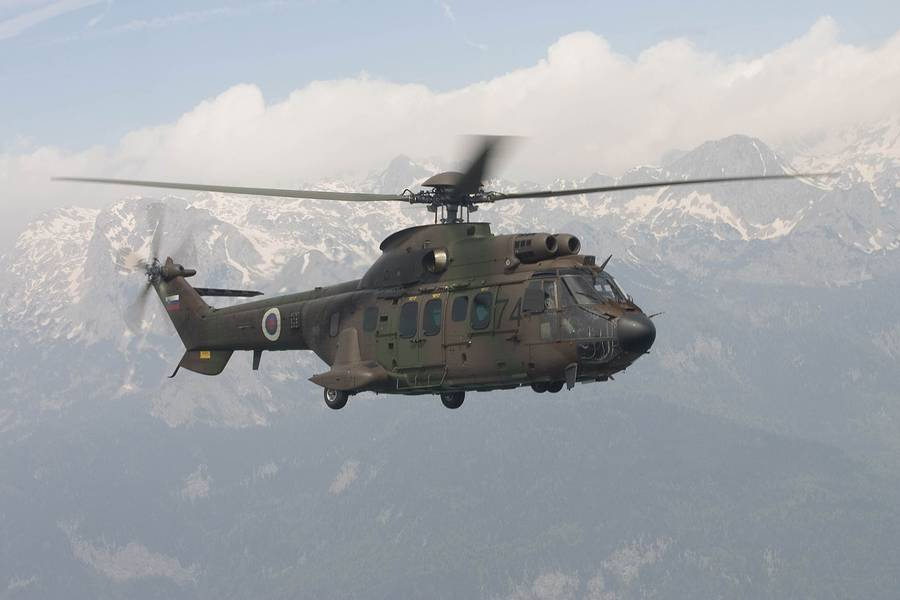
Hélicoptère Eurocopter AS532 Cougar de l'armée slovène

Les forces armées slovènes étaient fortes, en janvier 2013, de 7 573 hommes et de 1 583 réservistes soit 9 056 militaires. La conscription fut abolie en 2003. Elles ne sont pas divisées en branches indépendantes, mais comprennent neuf services placés sous un commandement unique.

## Histoire
La défense territoriale slovène fondée en 1990 au début de la dislocation de la Yougoslavie. Elle participa à la courte guerre de Slovénie à la suite de l'indépendance du pays face à la Yougoslavie. En 1994, cette milice est remplacée par les forces armées actuelles.

## Statut actuel

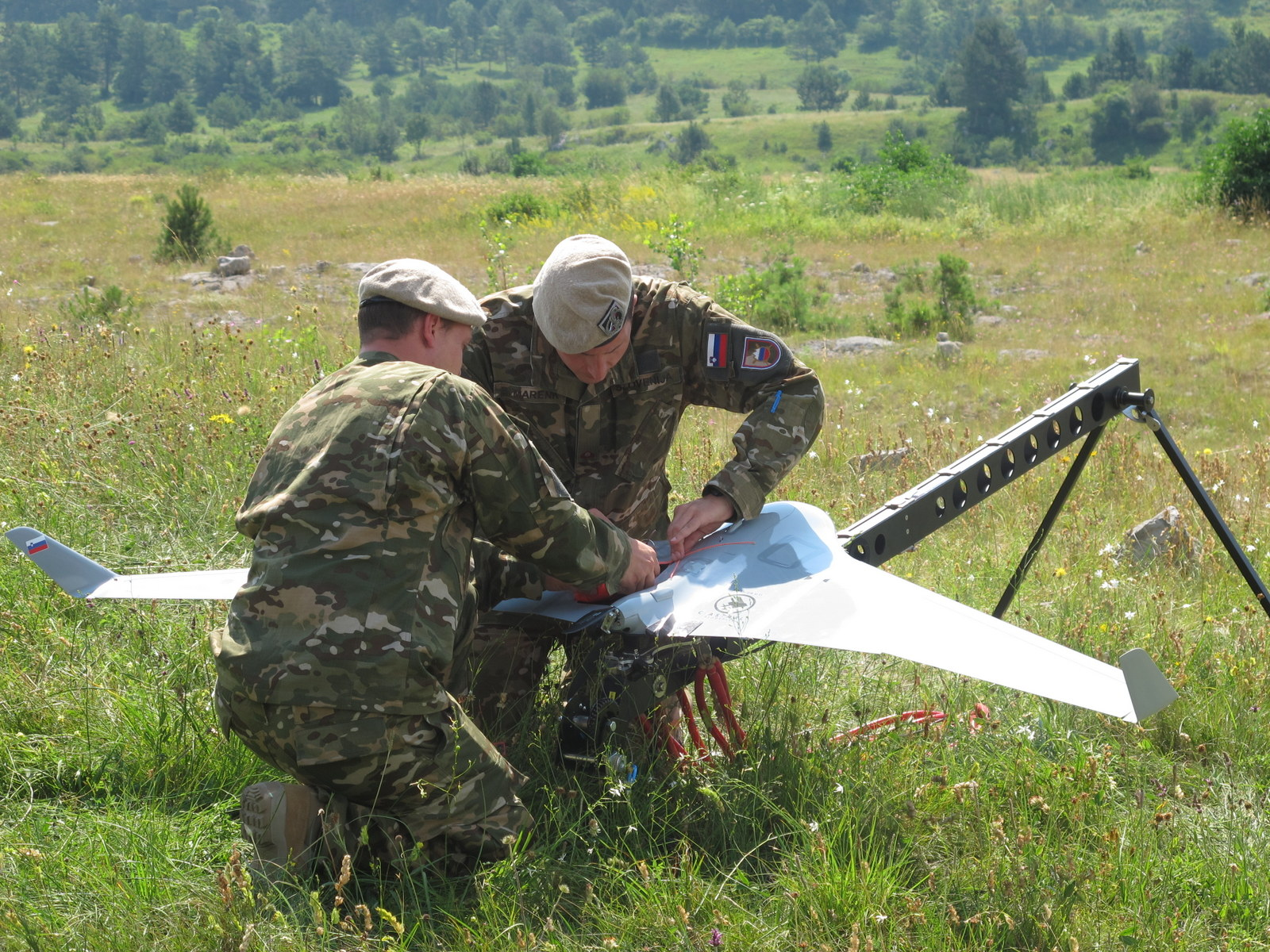
Préparation au lancement d'un mini-drone par des militaires slovènes en 2016.

Une réorganisation majeure des forces armées slovènes est en cours avec comme objectif de les transformer d’une force de défense territoriale à une force pouvant être déployée principalement pour des missions de maintien de la paix. Après 1993, les forces armées slovènes dépendaient du service militaire obligatoire dont les conscrits recevaient 6 à 7 mois d’entraînement. En 2003, le gouvernement slovène abolit la conscription ans dès le mois de juillet 2004, les forces armées slovènes ont presque été complètement réorganisées en une armée professionnelle basée sur des volontaires.
En 2011, il y a approximativement 7 600 militaires d’active et près de 1 600 en réserve. L’armée slovène est composée de trois brigades, la 1re et la 72e ainsi que d’une brigade aérienne et de défense aérienne. Les principaux matériels, sont en 2018, 14 chars M-84 (et 32 en réserve) et à 30 M-55S (version du T-54 équipé du canon L7 de 105 mm), 48 véhicules de combat d'infanterie Boxer sont alors espérés à partir de 2019. Un contrat pour 45 Boxer pour 281 millions d’euros est signé en mai 2022 par le gouvernement slovène mais il finalement été annulé le 16 septembre 2022.
En plus du 15e régiment d'aviation militaire dotés de 9 avions utilitaires Pilatus PC-9 et une douzaine d’hélicoptères légers et moyens en 2018, l’armée slovène comprend aussi une unité navale, mais ces deux composantes aériennes et navales sont subordonnées à l’armée slovène.
Avec la crise économique de 2008, la part du budget de la défense et les investissements dans ce domaine ont fortement diminué.
En février 2018, la 72e brigade forte de 800 personnes est déclarée inapte au combat par l'OTAN lors d’une série de tests.
Le général Alenka Ermenc nommée chef d’état-major des armées en Slovénie le 27 novembre 2018 est la première femme à avoir un tel poste dans le monde.
À la suite de l'invasion de l'Ukraine par la Russie, la Slovénie annonce céder aux autorités ukrainiennes en avril 2022 ses chars M-84 (premier lot envoyé en date de juillet 2022) puis annonce le 19 septembre 2022 vouloir envoyer 28 chars T55S en Ukraine en échange de 40 camions 8x8 dont 5 camions citernes allemands.

### Forces terrestres
Les forces terrestres slovènes ne sont pas placées sous un commandement unique. Elles sont réparties à travers 3 unités distinctes : les 1re et 72e brigades dont les états-majors sont situés respectivement à Ljubljana et à Maribor, ainsi que la brigade logistique de Kranj.

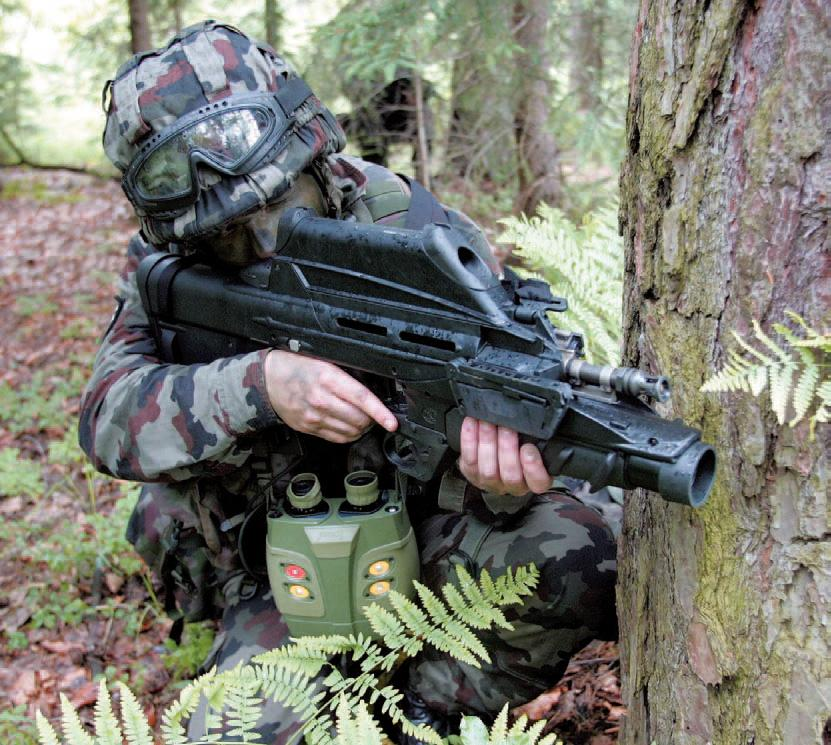
Soldat slovène équipé d'un FN F2000 avec lance-grenades (GL-1) de 40 mm

### Forces aériennes
Le 15e régiment d'aviation militaire, dont le commandement est situé sur la base aérienne de Cerklje ob Krki (en), est l'unité aérienne de l'armée slovène. Créée en 1991, à la suite de l'indépendance de la Slovénie, elle exploite aujourd'hui un petit nombre d'aéronefs.
Directement placée sous le commandement forces armées slovènes, l'unité est également chargée du contrôle de l'espace aérien slovène à travers le 16e centre de contrôle et de contrôle de l'espace aérien situé sur l'aéroport de Zgornji Brnik.

### Forces maritimes
La marine slovène, portant le nom de 430e division navale, se situe dans l'unique base navale située à Izola. En 2013, il dispose de deux navires ainsi qu'un détachement de plongeurs et une unité logistique.
Le premier bâtiment qu'il reçoit est un patrouilleur israélien de la classe Super Dvora Mk II, le HPL-21 Ankaran, depuis le 1er août 1996.
Lors d’une conférence de presse le 18 juillet 2008, le ministre de la défense slovène a confirmé les projets d’acquisition d’un patrouilleur russe de la classe Svetlyak. Déplaçant 355 tonnes, le navire aura une vitesse maximum de 30 nœuds. L’armement inclut deux canons AK-630 de 30 mm, deux mitrailleuses de 14,5 mm et sans missiles de défense aérienne. Le navire nommé VNL-11 Triglav est construit par les chantiers navals ALMAZ Shipbuilding de Saint-Pétersbourg et la livraison a lieu le 21 novembre 2010. Le coût total de l’achat serait de 39,4 millions de dollars américains, les deux tiers étant couverts par la dette russe existante.

Pavillon de beaupré de la Slovénie
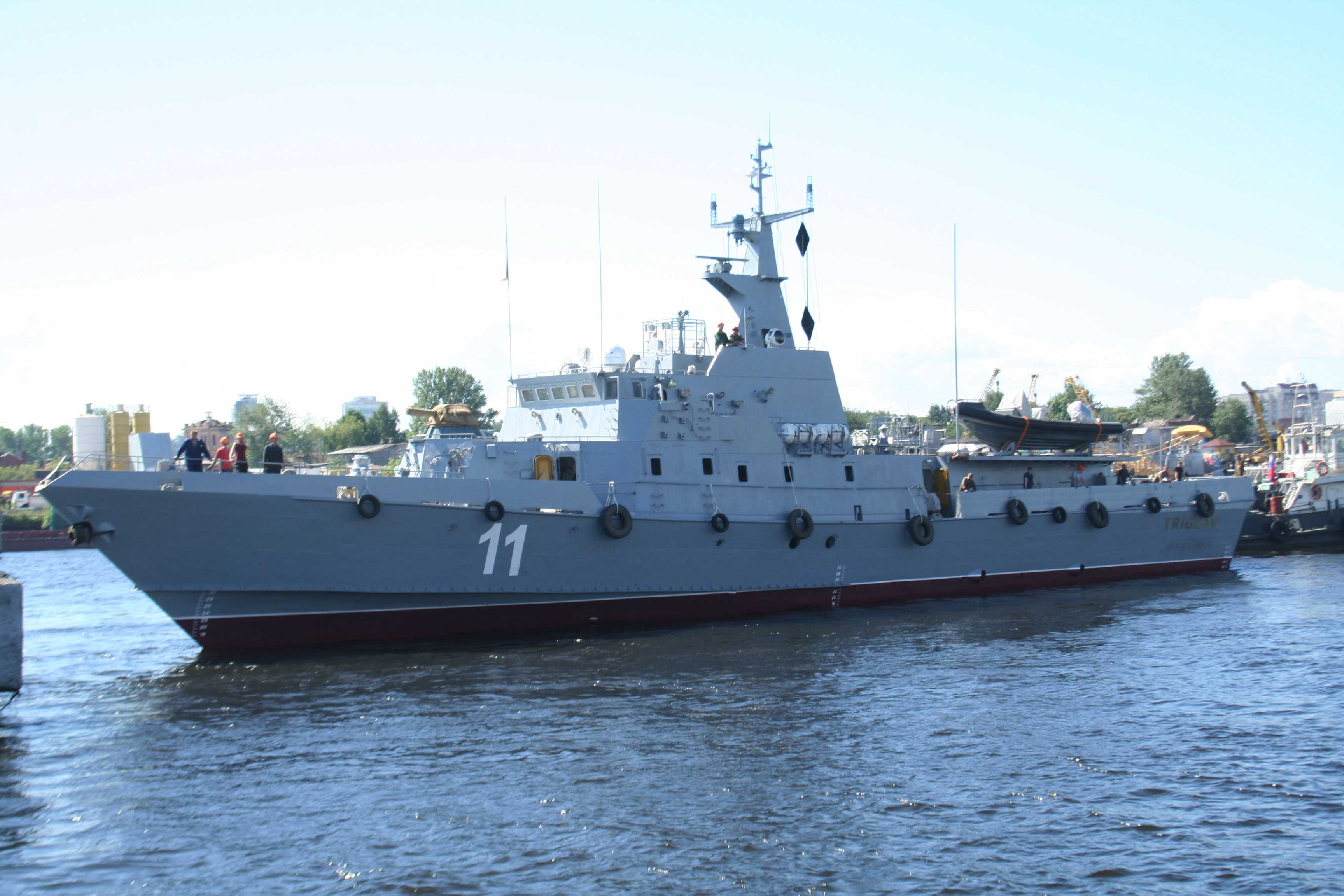
Le VNL-11 Triglav construit en Russie.
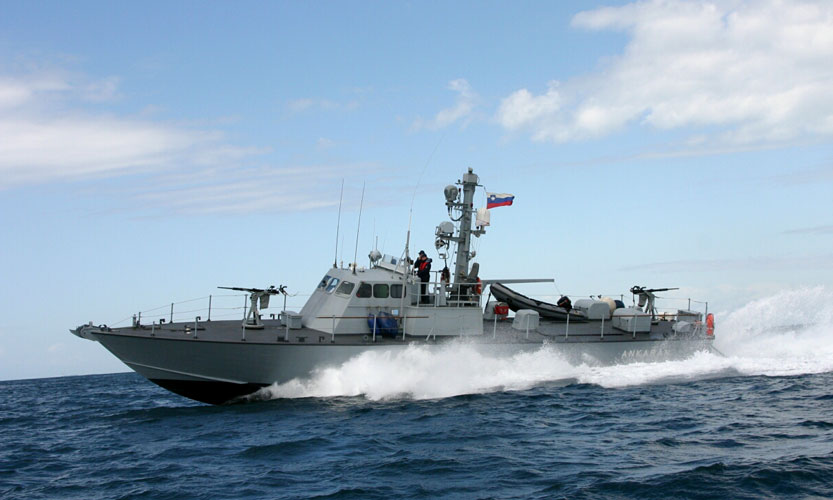
Le patrouilleur slovène HPL-21 Ankaran de classe Super Dvora Mk II

## Dépenses
- Budget : 550 millions d'euros[11] (2007)
- Part du PIB : 1,8 % (2007), 0,98 % (2013), 1,02 % (2016)[8], objectif 1,14 % du PIB d’ici 2024[1].

## Organigramme

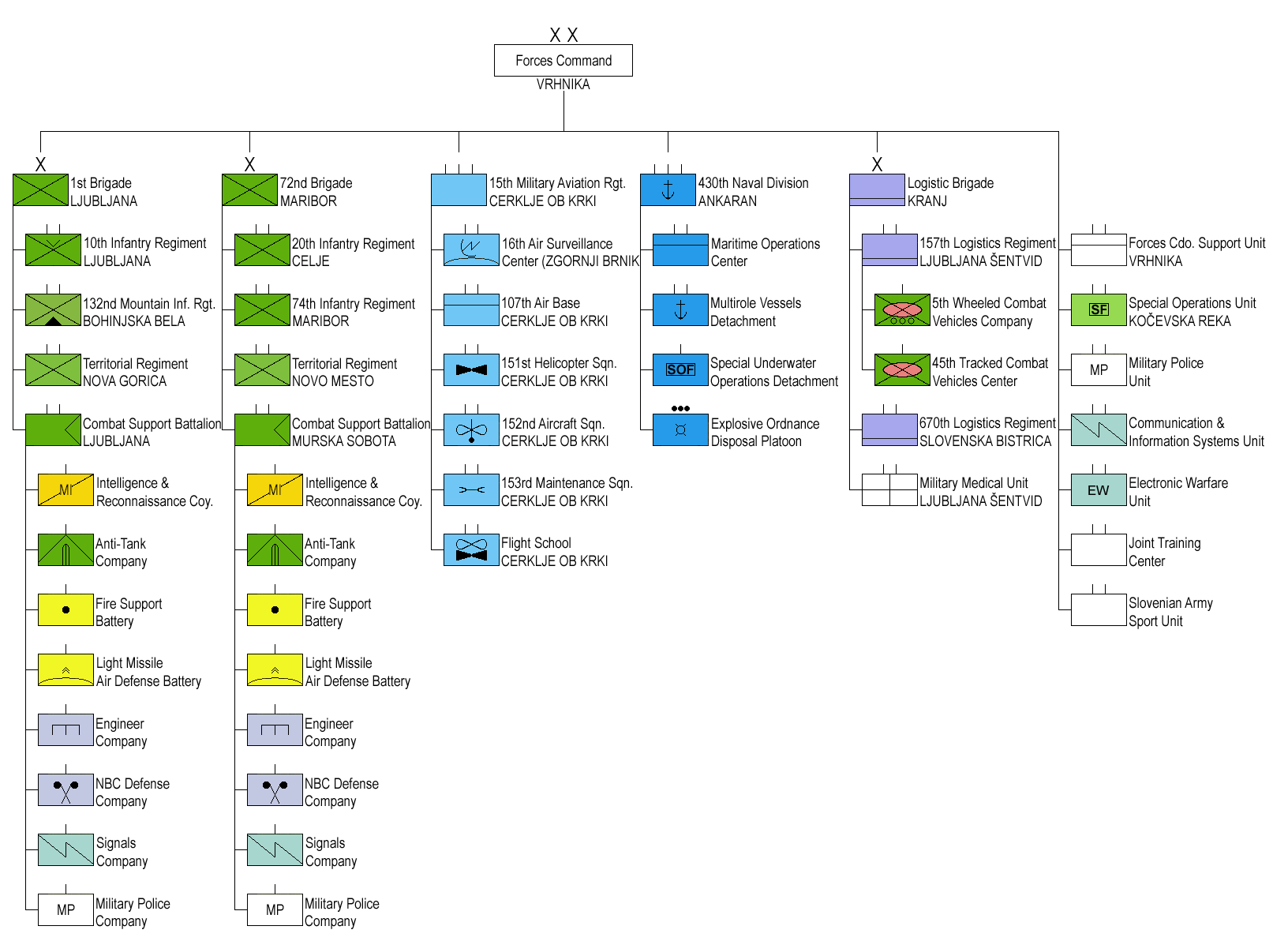
(cliquer pour agrandir)

## Déploiements

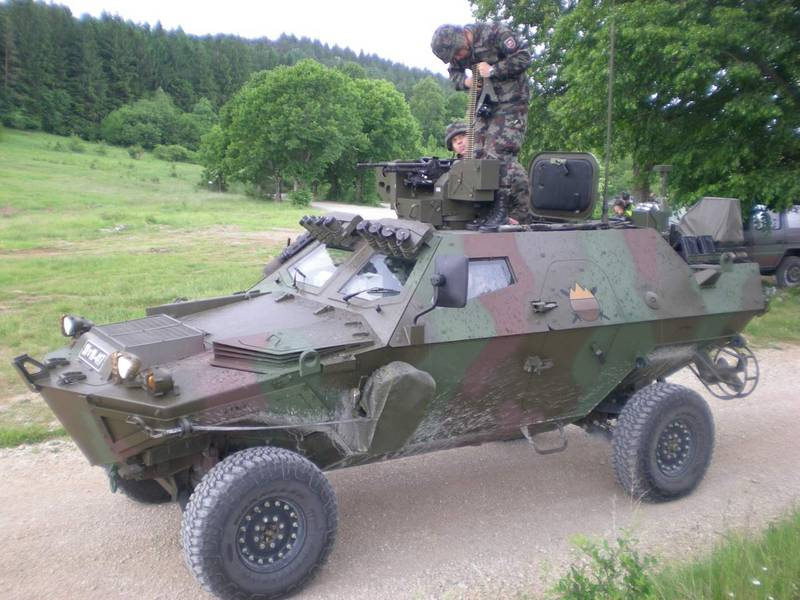
Otokar Cobra de l’armée de terre slovène.

Voici la liste des effectifs slovènes engagées dans des opérations extérieures le 1er septembre 2019.
- Liban : 15 militaires au sein de la FINUL.
- Israël : 3 militaires au sein de l'ONUST.